# Oclusiva retroflexa sonora
A oclusiva retroflexa sonora é um tipo de fone consonantal, usado em algumas línguas naturais. O seu símbolo no alfabeto fonético internacional é o ⟨ɖ⟩, e o equivalente no X-SAMPA é d`. Como todas as outras consoantes retroflexas, o símbolo do AFI é formado ao adicionar um pequeno gancho na base do d, a letra correspondente das consoantes alveolares. Muitas línguas do sul da Ásia, como hindi e urdu, têm um contraste bidirecional entre simples e murmurado (voz ofegante) [ɖ].

## Características
- Seu modo de articulação é oclusiva, ou seja, produzida pela obstrução do fluxo de ar no trato vocal. Como a consoante também é oral, nasal sem saída, o fluxo de ar é bloqueado inteiramente e a consoante é uma plosiva.
- Seu local de articulação é retroflexo, o que significa prototipicamente que ele está articulado subapical (com a ponta da língua enrolada para cima), mas de forma mais geral, significa que é pós-alveolar sem ser palatalizado. Ou seja, além da articulação subapical prototípica, o contato da língua pode ser apical (pontiagudo) ou laminal (plano).[3]
- Sua fonação é sonora, o que significa que as cordas vocais vibram durante a articulação.
- É uma consoante oral, o que significa que o ar só pode escapar pela boca.
- O mecanismo de fluxo de ar está nos pulmões, o que significa que é articulado empurrando o ar apenas com os pulmões e o diafragma, como na maioria dos sons.

## Ocorrência
| Língua     | Língua            | Palavra   | AFI          | Significado     | Notas                                 |
| ---------- | ----------------- | --------- | ------------ | --------------- | ------------------------------------- |
| Asturiano  | Dialeto astierna  | ḷḷingua   | [ɖiŋɡwä]     | Língua          | Corresponde a /ʎ/ em outros dialetos. |
| Bengali    | Bengali           | ডাকাত       | [ɖäkät̪]      | Ladrão          | Apical postalveolar.                  |
| Inglês     | Dialetos indianos | dine      | [ɖaɪn]       | Comer           | Corresponde a /d/ em outros dialetos. |
| Guzerate   | Guzerate          | ડ         | [ɖə]         | (Nome da letra) | Subapical.                            |
| Hindustâni | Hindustâni        | डालना/ڈالنا | [ɖäːlnäː]    | Botar           | Apical ps-alveolar.                   |
| Javanês    | Javanês           | ꦣꦲꦂ/dhahar | [ɖahaɽ]      | Comer           |                                       |
| Canada     | Canada            | ಅಡಸು       | [ʌɖʌsu]      | Entrar          |                                       |
| Malaiala   | Malaiala          | പാണ്ഡവർ     | [ˈpäːɳɖäʋər] | Pandavas        |                                       |
| Marata     | Marata            | हाड        | [häːɖ]       | Osso            | Subapical.                            |
| Nepali     | Nepali            | डर        | [ɖʌr]        | Medo            | Apical pós-alveolar.                  |
| Nihali     | Nihali            | [biɖum]   | [biɖum]      | Um              |                                       |
| Norueguês  | Norueguês         | varde     | [ˈʋɑɖːə]     | Baliza          |                                       |
| Oriá       | Oriá              | ଡଙ୍ଗା/ḍaṅgā | [ɖɔŋgä]      | Barco           | Apical pós-alveolar.                  |
| Pastó      | Pastó             | ډﻙ        | [ɖak]        | Cheio           |                                       |
| Panjábi    | Panjábi           | ਡੱਡੂ        | [ɖəɖːu]      | Sapo            |                                       |
| Sardo      | Sardo             | cherveddu | [keɾˈveɖːu]ⓘ | Cérebro         |                                       |
| Siciliano  | Siciliano         | coḍḍu     | [kɔɖːu]      | Pescoço         |                                       |
| Somali     | Somali            | dhul      | [ɖul]        | Terra, chão     |                                       |
| Sueco      | Sueco             | nord      | [nuːɖ]ⓘ      | Norte           |                                       |
| Tâmil      | Tâmil             | வண்டி       | [ʋəɳɖi]      | Carrinho        | Subapical; alofone de /ʈ/.            |
| Telugu     | Telugu            | అఢరు       | [ʌɖʌru]      | Surgir          |                                       |
| Torwali    | Torwali           | ڈىغو      | [ɖiɣu]       | Fim de tarde    | Realizado como [ɽ] entre vogais.      |
| Urdu       | Urdu              | ڈنڈا      | [ɖanɖa]      | Graveto         |                                       |